# 僕らの愛の奏で
『僕らの愛の奏で』（ぼくらのあいのかなで）は、2007年に製作され、2008年3月21日にクロックワークスより発売された、日本のオリジナルビデオ作品。草野陽花監督作品。ボーイズラブがテーマ。

## キャスト
- 多岐坂真樹（マキ）：渡航輝
- 崎沢流唯駆（ルイク）：内山眞人
- 石神来果（ライカ）：早田剛
- 山岸教授：大村波彦